# 숲속의 바보
《숲속의 바보》는 1982년에 개봉한 대한민국의 영화이다.

## 캐스팅
- 장미희
- 김동현
- 선우용녀
- 김석훈
- 나영필
- 여재하
- 이영호
- 최동애
- 김신명
- 최연수
- 권일정
- 김애라
- 강경숙
- 박정석
- 강성후
- 정저영
- 김화경
- 박부양
- 김대현
- 이해동
- 이수경
- 임성포
- 김수천
- 박영숙
- 이애자